# Színes Iskola Személyközpontú Óvoda, Általános Iskola és Gimnázium (Tata)
A Színes Iskola Személyközpontú Óvoda, Általános Iskola és Gimnázium Tatán a Fényes fasoron található oktatási intézmény.

## Története
Egy helyi, 1988-tól működő beszélgető (encounter) csoportból és baráti társaságból, a Rogers-i elveket és gyakorlatot alkalmazva alakult ki az iskola. 1992. április 1-jén megalapították a Színes Iskola Alapítványt egy személyközpontú iskola létrehozása céljából.
- Az alapítók: Antal Imréné, Cseh Mária, Elekes Mihály és dr. Horváth József
- A kuratórium: Elekes Mihály (elnök), Csatay Mónika és Szirtes László
- Az iskola fenntartója a Színes Iskola (Carl Rogers Személyközpontú Iskola) Alapítvány
- Az iskola szakmai vezetője: Elekes Mihály, pszichológus

A kuratórium által megbízott iskolavezetők:
- 1993 – 2000. Csatay Mónika, ügyvezető
- 2000 – 2001. Iván Andrea, ügyvezető
- 2001 – 2002. Elekes Mihály, igazgató
- 2002 – 2005. Iván Andrea, igazgató
- 2005 –  ifj. Elekes Mihály, igazgató

## Tevékenysége
1993 nyarán bérleti szerződés jött létre Tata Város Önkormányzatával, a Fényes fasorban a volt Hamary Dániel Úttörőház épületére és a hozzá tartozó területre. Az épület gyakorlatilag teljesen lepusztult állapotban volt, el kellett végezni a teljes felújítását és átalakítását.1993 őszén megkezdődött a tanítás.
1994-ben az új osztályok elhelyezése érdekében konténer tantermeket vásároltak, fokozatosan bővítve azokat. 1996-ra készült el a négy tanterem. 1997-ben került elbontásra a területen lévő egykori romos fürdőblokk, helyére épült egy 500 négyzetméter alapterületű épület, osztálytermekkel, tornaszobával, szolgálati lakásokkal.
1999-ben a főépületre sátortető, tetőtér beépítés, teljes külső felújítás várt. Az óvoda is megkezdte működését a főépületben kialakított csoportszobában.
2002-ben a gimnáziumi tagintézmény is megkapta működési engedélyét.
Az alapítók 2006-ra érték el kezdeti tervüket, hogy a gyerekek 3-18 éves korig járhatnak a Színes Iskolába.

## A Rogers-iskola
Ezt az iskolatípust személyiségközpontú iskolának is nevezik. Az elnevezés Carl Rogers (1902-1987) pszichológustól származik. Rogers szerint a tanár sem mindentudó, a gyerekek, a könyvek, a szülők is lehetnek a tudás forrásai. A kulcsszó a bizalom, egymás feltétlen elfogadása. A Rogers iskolák ennek szellemében tevékenykednek. Ma még csak két ilyen iskola működik Magyarországon: az első magyar Rogers-iskolát Budapesten tanítók és szülők együttesen alapították meg 1989-1990-ben, a másik iskola Tatán található. 
A szülők alapítványi támogatással járulnak hozzá az iskola költségeihez. A Színes iskola 12 évfolyamos: 8 évfolyamos általános iskolából, 4 osztályos gimnáziumból vagy szakközépiskolából áll.